# Furillo
Ignacio Murillo, conocido como Furillo, es un historietista español, nacido en Zaragoza en 1976. Ha publicado en varios fanzines y revistas minoritarias, pero sus trabajos más populares han sido para las revistas TMEO y El Jueves.  Su obra normalmente se encuadra dentro de una visión mordaz, surrealista y grotesca de una particular disección de elementos españoles cruzados con referencias a la subcultura pop. Así, a menudo presenta un mundo repugnante y decadente poblado de moteros, prostitutas y bares cutres en el que destacan personajes como Panzer y El Maestro.

## Biografía

### Infancia
Ignacio Murillo nació en Zaragoza en 1976 e hizo la educación primaria (EGB según el plan de estudios de la época) en el colegio de los padres Escolapios de la misma ciudad, y donde según él "Fue un estudiante bastante aceptable".
De niño, Ignacio Murillo leía sobre todo tebeos de Editorial Bruguera (13 Rue del Percebe, Benito Boniato, Capitán Trueno, Corsario de Hierro, Mortadelo y Filemón, Novelas Ilustradas) además de Conan el Bárbaro y Hazañas Bélicas, siendo todavía en la actualidad un gran fan de Francisco Ibáñez y La tumba de Drácula.
A finales de los 80 accedió a través de un quiosco de su barrio donde cambiaban tebeos, a revistas de terror como Creepy, Dossier Negro, Escorpión, Rufus, S.O.S., Vampirella y a otras como El Víbora y sobre todo 1984, Cairo y Metal Hurlant.
A principios de los noventa se enganchó a "Splatter", una revista de humor gore de Editorial Makoki.

### Inicios profesionales
En 1999 empezó a enviar páginas a TMEO, pero fue rechazado inicialmente. No fue hasta el número 57 de la publicación que comenzó a colaborar regularmente. En 2000, creó a su personaje "El Maestro".
En 2002, produjo una de sus historietas más largas e independientes: ¡Viva Escandinavia!.
En febrero de 2007 y junto a otros 23 destacados historietistas aragoneses, participó en la exposición colectiva "Aragón tierra de tebeos", celebrada en el Centro Joaquín Roncal de Zaragoza y comisariada por Juan Royo.
En 2009 también participó en la exposición colectiva Hartos de Arte, celebrada en la Casa de Cultura de Vitoria.
A finales de 2014 salió al mercado un nuevo álbum, su aventura más larga hasta la fecha (más de cien páginas): "Nosotros llegamos primero", una space opera con sabor a cine español de los 60 bajo la premisa de que hubiese ocurrido si la España franquista hubiese decidido incorporarse a la carrera espacial. Editado por Autsaider cómics.
En febrero de 2015 se anunció la nominación de Furillo en la categoría "Mejor obra de autor español publicada en España en 2014" por su obra "Nosotros llegamos primero" en el 33 salón internacional del cómic de Barcelona.

## Álbumes
- 2004 Donde hay pelo hay alegría. Ezten Kultur Taldea.
- 2008 Donde hay pelo hay alegría 2.[1] Ezten kultur taldea.
- 2011 El Maestro. Colección Temeo nº44.  Ezten Kultur Taldea
- 2012 Rojo. Autsaider cómics
- 2014 Nosotros llegamos primero. Autsaider cómics.
- 2018 Tiki Topless. Autsaider cómics.
- 2019 Las cloacas de la cripta. Autsaider cómics
- 2019 España Lixiviada. Autsaider cómics
- 2019 Grandes lixiviados. Autsaider cómics
- 2022 Palmeras y Puros número 6